# Chelonopsis souliei
Chelonopsis souliei là một loài thực vật có hoa trong họ Hoa môi. Loài này được (Bonati) Merr. mô tả khoa học đầu tiên năm 1947.